# Zaandam
Zaandam /'zaːndɑm/ è una città dei Paesi Bassi, facente parte della provincia dell'Olanda Settentrionale e situata nella regione della Zaan (Zaanstreek). È la città principale del comune di Zaanstad, e ricevette i diritti di città nel 1811. Il fiume Zaan attraversa la città, vicino al Canale del Mare del Nord, ed è vicina alla capitale Amsterdam.
Il distretto di Zaandam, che comprende la città e il territorio circostante, ha una popolazione di circa 72.597 abitanti.
Zaandam fu una municipalità fino al 1974, quando divenne parte della nuova municipalità di Zaanstad.

## Storia

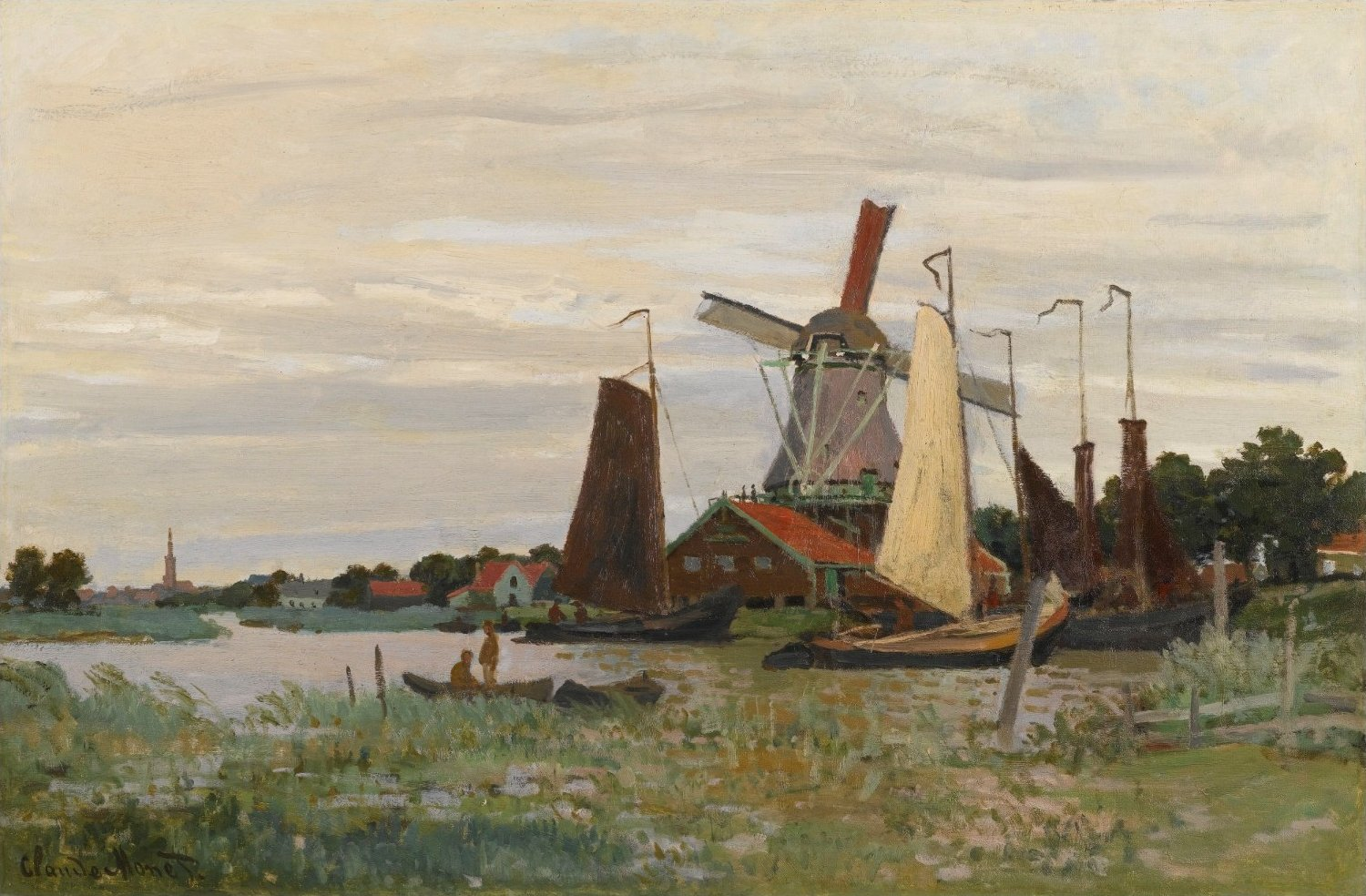
Un mulino a vento vicino a Zaandam dipinto nel 1871 da Claude Monet

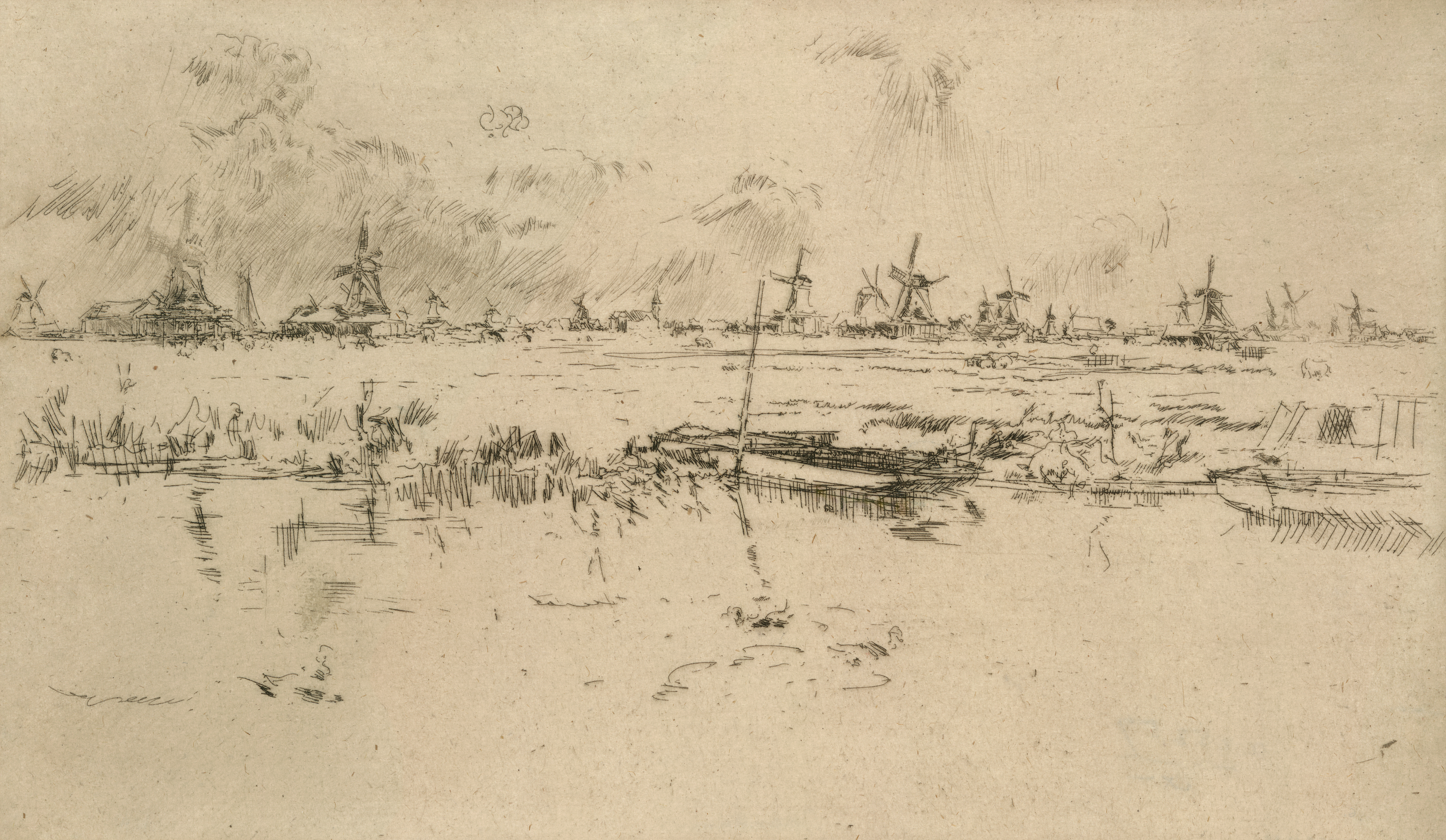
Zaandam, 1889 circa. Acquaforte di James McNeill Whistler

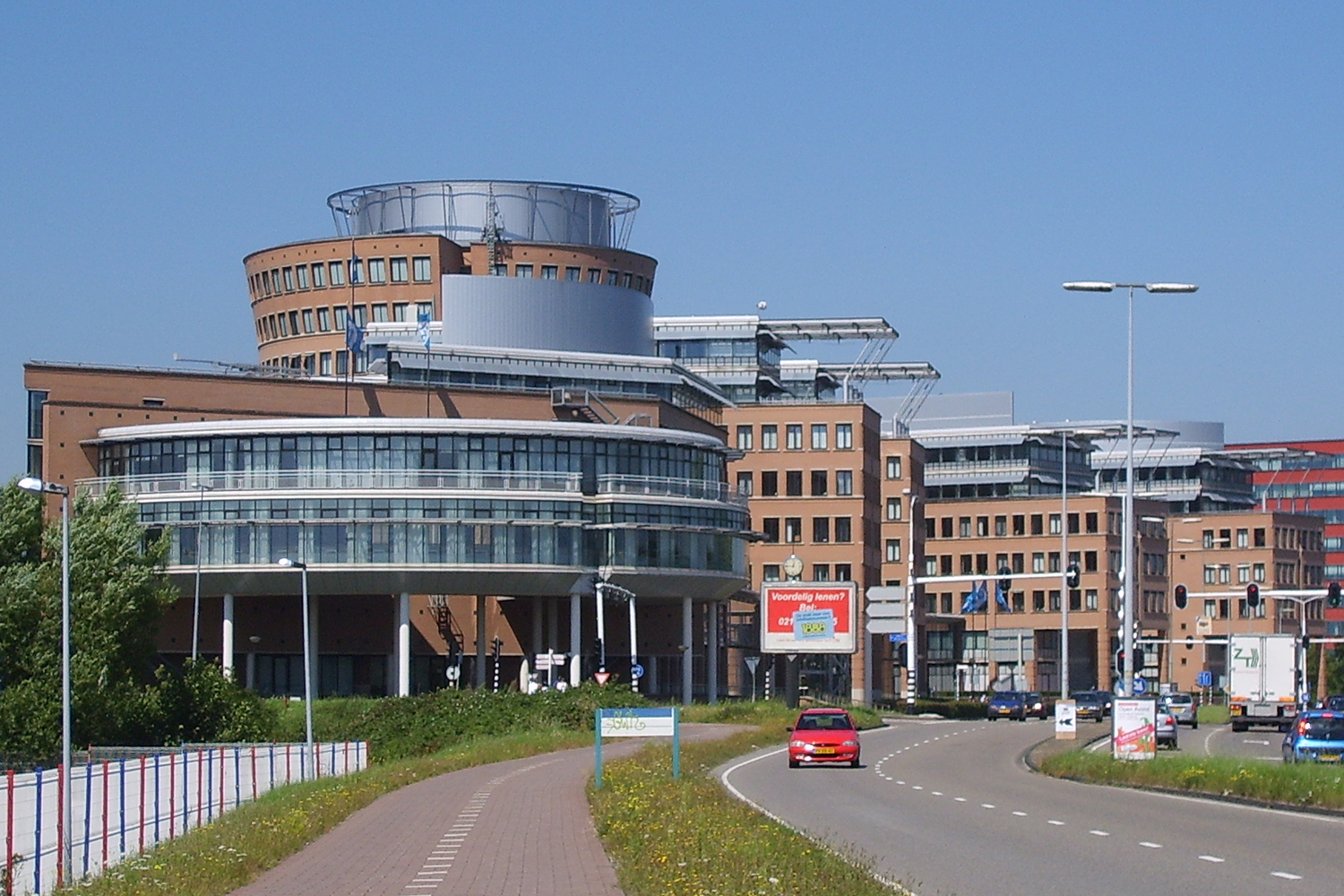
La sede della Albert Heijn a Zaandam

Zaandam (precedentemente chiamata Saenredam) e la regione circostante lungo il fiume Zaan, chiamata Zaanstreek, hanno una storia intimamente legata all'industria. Zaandam fu una città all'avanguardia durante la prima Rivoluzione Industriale. Nel Secolo d'oro olandese, Zaandam fu un grande centro di fresatura. Migliaia di mulini a vento azionavano seghe che lavoravano il legno scandinavo usato per la costruzione di navi e nelle cartiere.
Vicino a Zaandam si praticava la caccia alle balene.
Nella seconda metà del XX secolo, Zaandam era ancora un importante porto per il legname. Una statua fu commissionata allo scultore iugoslavo Slavomir Miletić in onore di questo periodo, e la statua, “Il falegname” (“De Houtwerker”), fu installata il 20 giugno 2004.
Pietro I di Russia risiedette a Zaandam nel 1697 per studiare la costruzione delle navi. La sua casa è ora un museo.
Il primo McDonald's europeo aprì nel 1971 a Zaandam. La catena di supermercati Albert Heijn ha la sua sede a Zaandam, dove è stata fondata nel 1887.

## Trasporti
A Zaandam sono presenti due stazioni ferroviarie: la stazione di Zaandam e la stazione di Zaandam Kogerveld. La provincia dell'Olanda Settentrionale ha in programma di estendere la metropolitana di Amsterdam fino a Zaandam.